# Diva

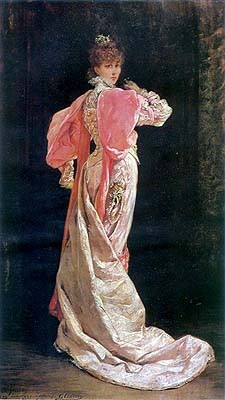
Georges Clairin: Sarah Bernhardt als Königin in Ruy Blas, 1897

Als Diva (wörtlich „Göttliche“; Plural Diven oder Divas) bezeichnet man eine gefeierte Sängerin oder Schauspielerin, insbesondere in der Opernwelt, aber auch in den Bereichen Theater, Film oder auch Popmusik. Die männliche Form divo ist anders als in Italien im Deutschen ungebräuchlich.

## Etymologie
Der aus dem Italienischen ins Deutsche entlehnte Begriff geht letztlich auf die weibliche Form von lateinisch divus „göttlich“ zurück. In der römischen Antike standen die Attribute divus und diva seit Augustus nur den zu Göttern erklärten frühen römischen Kaisern, seltener auch einigen ihrer Angehörigen zu.
Im Italienischen wurde diva seit dem 18. Jahrhundert auf bedeutende Frauen des Bühnenlebens angewandt – meist Opernsängerinnen (Sopran), aber auch Theaterschauspielerinnen. Als eine der ersten Operndiven gilt Maria Malibran (1808–1836, „La Malibran“). Als die junge Sängerin zu Grabe getragen wurde (nach einem Reitunfall lehnte sie es ab, ihre Knochenbrüche von einem Arzt behandeln zu lassen), säumten 50.000 Fans die Straßen. 
Der Ausdruck wurde in der zweiten Hälfte des 19. Jahrhunderts auch in der deutschen Sprache üblich und seither auch für deutschsprachige Künstlerinnen verwendet, meist für herausragende „einzigartige“ Frauen, die sich ihrer „Einzigartigkeit“ bewusst sind und diese ihnen zugedachte Rolle ausgiebig zelebrieren. So wurde Elisabeth Schwarzkopf als „Diva“ betitelt, Greta Garbo sogar unmittelbar und unübersetzt als „die Göttliche.“ Das Kompositum Filmdiva war insbesondere in den 1920er Jahren verbreitet, trat aber seit der Mitte des gleichen Jahrhunderts hinter Star zurück.

## Konnotationen
Häufig wird der Begriff „Diva“ auch geschlechtsneutral mit einer negativen Wertung im Sinne von Hochmut belegt, wenn Personen infolge besonderen Bekanntheitsgrades ihrer Umwelt ihre gegebene oder vermeintliche Abgehobenheit durch „Unnahbarkeit“ zu erkennen geben. Der Duden, der den Begriff seit 1887 führt, nennt als weitere Bedeutung „jemand, der durch besondere Empfindlichkeit, durch exzentrische Allüren o. Ä. auffällt“. Mitunter steht ein solches Diventum auch in Verbindung mit Launenhaftigkeit und Missachtung oder gar Schikanierung des persönlichen Umfeldes. In der Sportberichterstattung wird der Begriff launische Diva vor allem im Fußball meist im Zusammenhang mit Sportlern oder Vereinen (z. B. Eintracht Frankfurt) verwendet, deren Spiel mitunter starken und für den außenstehenden Betrachter unvorhersehbaren Qualitätsschwankungen sowie „Launenhaftigkeit“ unterworfen ist.
Beim Wrestling wird der Begriff ohne negativen Terminus als Bezeichnung für die weiblichen Showstars verwendet.